# Siliana (gouvernement)
Siliana (Arabisch: ولاية سليانة) is een van de 24 gouvernementen van Tunesië. De hoofdstad is Siliana. In 2006 had het gouvernement 233.600 inwoners.
Ariana · Béja · Ben Arous · Bizerte · Gabès · Gafsa · Jendouba · Kairouan · Kasserine · Kébili · Kef · Mahdia · Manouba · Médenine · Monastir · Nabeul · Sfax · Sidi Bouzid · Siliana · Sousse · Tataouine · Tozeur · Tunis · Zaghouan